# Wapen van Duitsland
Het wapen van Duitsland bestaat uit een zwarte adelaar (de Bundesadler) op een geel veld. De poten, snavel en tong van de adelaar zijn rood. 
De huidige afbeelding is in stand sinds het ontstaan van de Bondsrepubliek in 1949, en voor geheel Duitsland sinds de hereniging in 1990. Hoewel de huidige afbeelding van het adelaarswapen symbool voor de Bondsrepubliek staat, en daarmee preciezer Vrijheid, eenheid, en democratie uitdrukt, is het eigenlijk al eeuwenlang (weliswaar net iets anders afgebeeld) het eigenlijke nationale wapen geweest. De adelaar is een van de oudste symbolen van Europa dat teruggaat naar de Germaanse troepen waar de adelaar in verbinding werd gebracht met de god Odin en de keizers van het Romeinse Rijk. De Romeinse legioenen voerden een adelaar bij wijze van vaandel. De symboliek van de adelaar werd door het christendom in de middeleeuwen gewijzigd.
In Duitsland en de Oostelijke helft van Europa spelen adelaars een belangrijke rol in de heraldiek. In het Westen van het continent is de leeuw het meest gebruikte wapendier.

## Geschiedenis
De heraldische adelaar werd als nationaal symbool waarschijnlijk geïntroduceerd door Karel de Grote, die door de Paus tot keizer van het West-Romeinse Rijk werd gekroond en regeerde over het latere Frankrijk, België, Nederland, Duitsland, Oostenrijk, Zwitserland, en een groot deel van Italië. Hij zag zijn rijk als de opvolger van het Romeinse Rijk en voerde als herkenningsteken de adelaar. Op het dak van zijn Keizerpalts in Aken zou een grote afbeelding van een adelaar zijn aangebracht. Rond 1200 had de moderne heraldiek zich ontwikkeld en werd de adelaar erkend als het keizerlijke wapen. De nieuwe Keizer Sigismund nam in 1433 een dubbelkoppige adelaar met nimbus in zijn wapen op. Hij volgde daarmee het Byzantijnse voorbeeld. 
Hij legde vast dat de volgende "Roomse koning" (de nog niet gekroonde maar wel gekozen keizer) een adelaar met één kop in zijn wapen plaatst. Vanaf de 15e eeuw zette elke keizer zijn wapen op de borst van de adelaar. Met de oprichting van de Rijnbond in 1806 kwam het officiële einde van het Heilige Roomse Rijk (der Duitse natie) en had wat Duitsland was geweest geen wapen meer.
In 1815 werd de Duitse Bond, opgericht, het was in wezen een defensiealliantie met een beperkt federaal doel, vooral een confederatie van staten. Ze vermeden het aannemen van een echt federaal symbool, maar gingen voorlopig verder met de Oostenrijkse tweekoppige adelaar, aangezien Oostenrijk de Duitse Bondsdag voorzat. Om de Duitse verenigingsbeweging tevreden te stellen, verklaarde de Bondsdag op 9 maart 1848 de tweekoppige adelaar (zonder nimbus) uiteindelijk tot symbool van de Bond. 
Tussen 1866 en 1870 verenigde het koninkrijk Pruisen de meeste Duitse staten, eerst in de Noord-Duitse Bond, dan in het Duitse Keizerrijk. Er werd een nieuw wapen vastgesteld: een mix van het oude wapen van het Heilige Roomse Rijk en dat van Pruisen. De adelaar had nu één kop, met een borstschild waarop de adelaar van Pruisen stond afgebeeld, met daarop een borstschild met het wapen van de Hohenzollern. Het wapen had twee schildhouders die uit de traditie van Pruisen kwamen; twee wildermannen met eikenkransen rond hun middel. Dit alles was geplaatst op mantel van hermelijn met de oranje kleur.
Na de val van het keizerrijk werd de adelaar ten tijde van de Weimarrepubliek opnieuw gereduceerd om alle koninklijke ornamenten die herinnerden aan de keizertijd te verwijderen. In 1933 kwam Adolf Hitler aan de macht die de adelaar slechts gedeeltelijk behield en aanpaste. Het wapen van het Derde Rijk was een zwarte adelaar met gespreide vleugels (actieve stand) staande op een krans met daarin een swastika.
Na de Tweede Wereldoorlog, in 1949, herstelde de Bondsrepubliek de adelaar weer. Deze adelaar was grotendeels dezelfde als die van de Weimarrepubliek, alleen iets simpeler gevormd en waren de duidelijk geschetste witte veren verwijderd. In de DDR werd echter een heel ander wapen gebruikt. Dit deed men daar met de bedoeling om onder alle nationale herinneringen een streep te zetten. Na de hereniging in 1990 verkreeg het gehele herenigde Duitsland nu de adelaar van de Bondsrepubliek. Dit is nu nog steeds het huidige wapen.

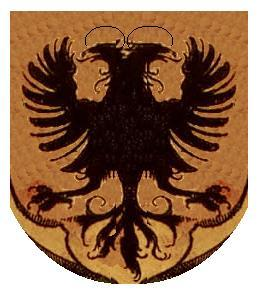
Wapen van het Heilige Roomse Rijk
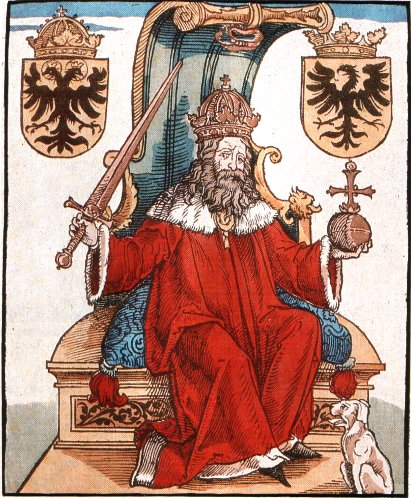
keizer Sigismund met keizerlijke en koninklijke adelaar
Wapen van de Duitse Bond
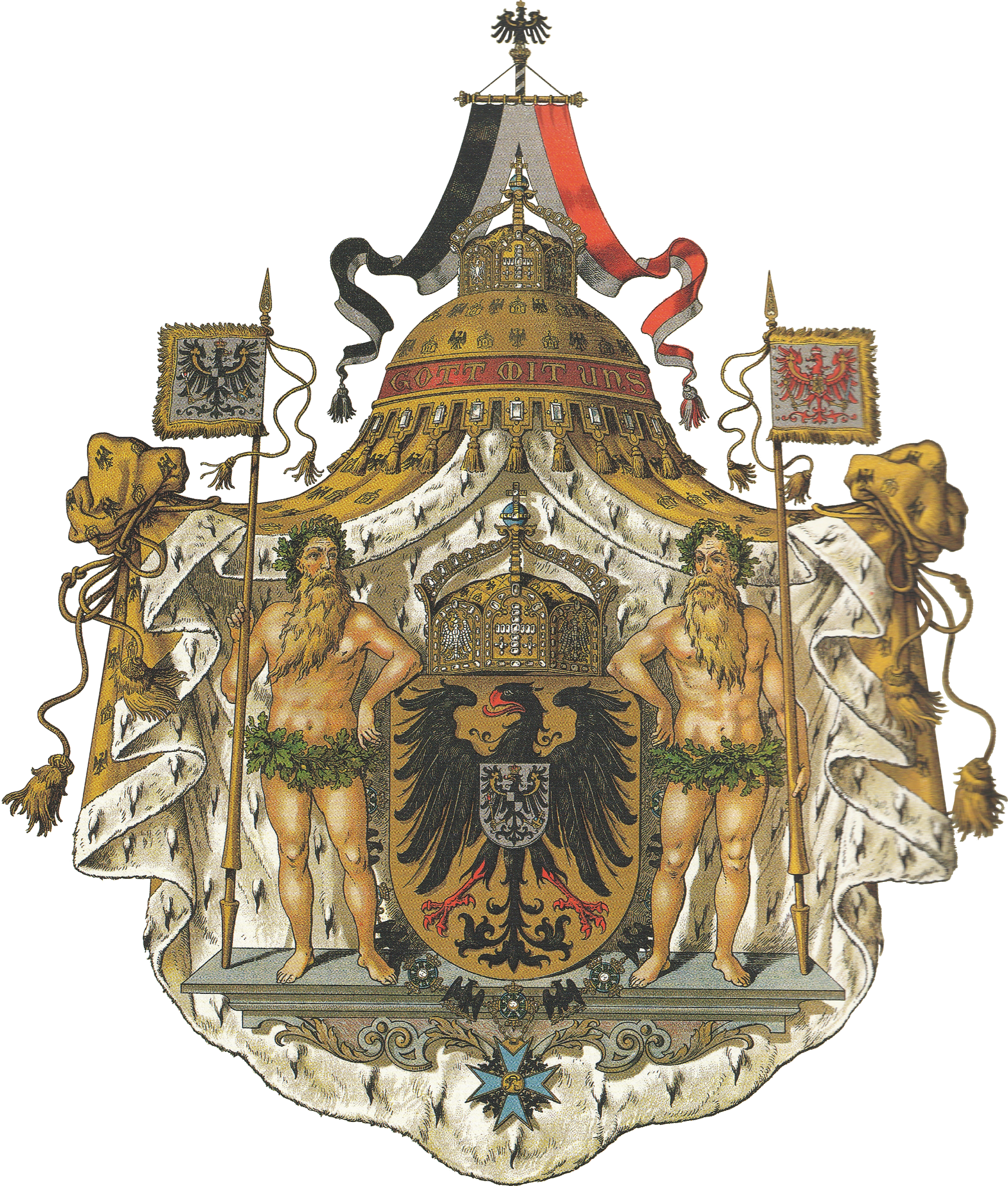
Wapen van het Duitse Rijk (groot)
Wapen van de Weimarrepubliek
Wapen van nazi-Duitsland
Wapen van de DDR
De adelaar op de dienst- en oorlogsvlag van de Bondsrepubliek
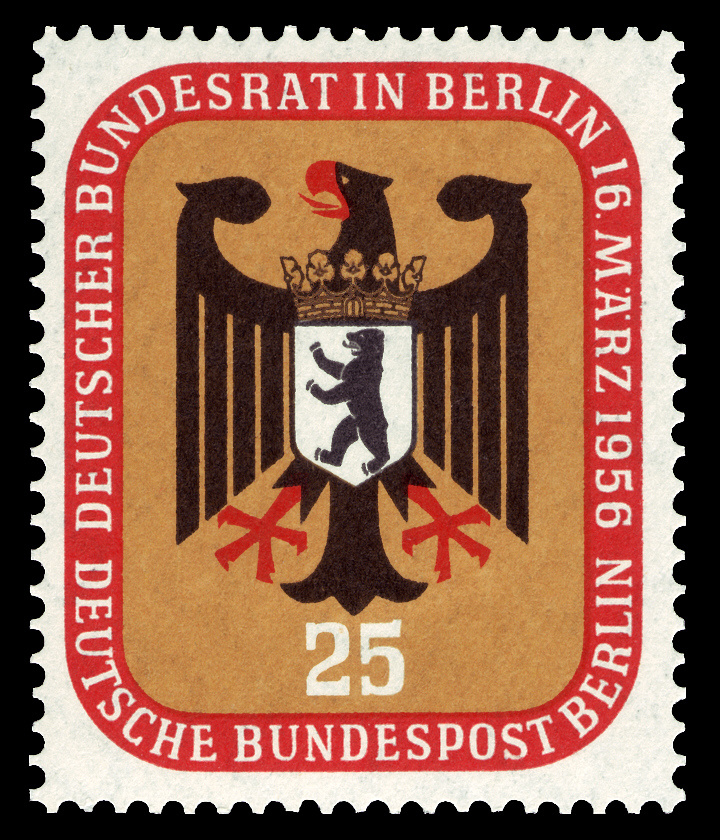
Duitse adelaar met hartschild van Berlijn op postzegel van 25 pfennig
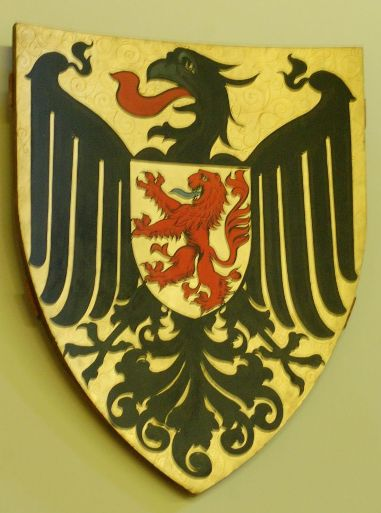
Duitse adelaar met hartschild van het graafschap Holland (Ridderzaal Den Haag)